# Pantaleon Baktryjski

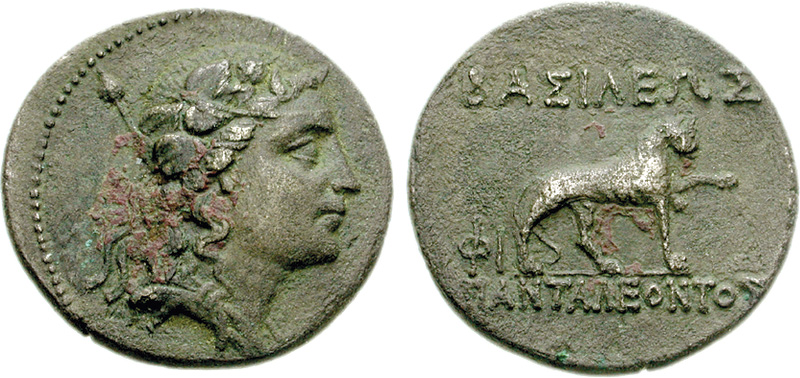
Moneta Pantaleona z głową Dionizosa i wizerunkiem pantery na rewersie

Pantaleon – uzurpatorski król baktryjskiej prowincji Arachozja w latach 190-185 p.n.e. W tym czasie w Baktrii rządził Eutydemos II a w Paropamisadzie Agatokles.
Jako pierwszy obok Agatoklesa władca baktryjski emitował obok moment utrzymanych w greckiej tradycji numizmatycznej także czworokątne monety w stylu indyjskim, z dwujęzyczną inskrypcją i wizerunkiem lwa oraz bogini Lakszmi. Podobnie jak w przypadku Agatoklesa, przyjmuje się, że Pantaleon był spokrewniony z obalonym Diodotosem II i walczył przeciw Eutydemosowi II.
Pantaleonowi i Agatoklesowi przypisuje się rozszerzenie władzy Greków w północnych Indiach. Korzystając z upadku dynastii Maurjów zajęli Gandharę i zachodnią część Pendżabu.